# 平野橋 (大阪市)

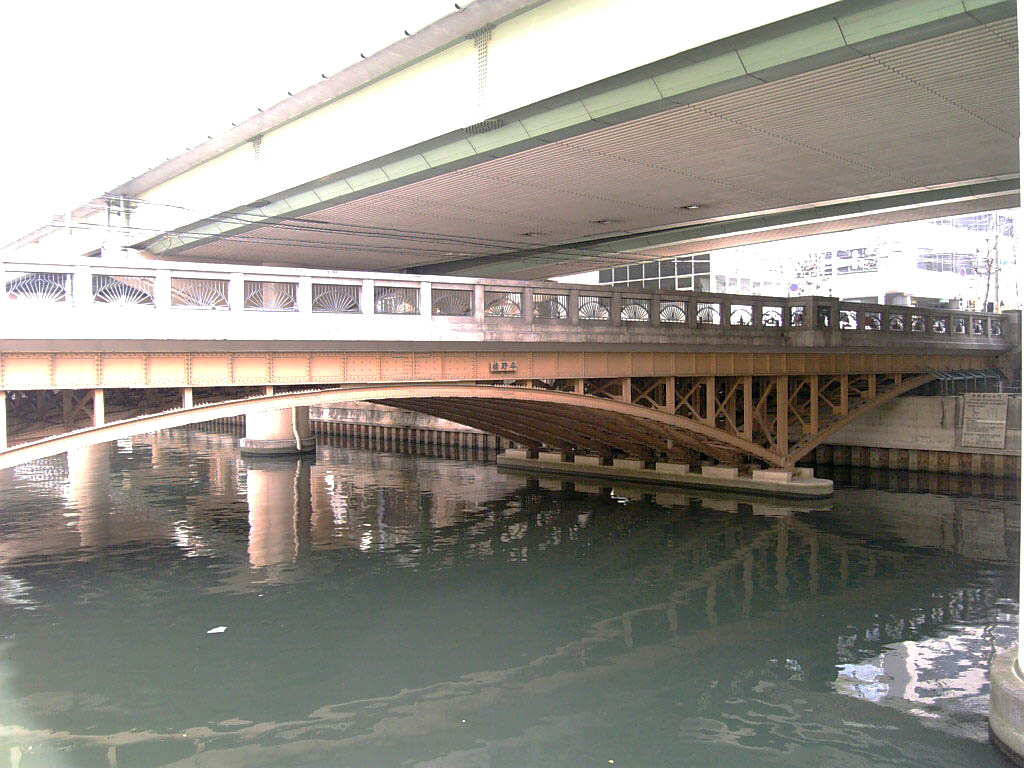
平野橋

平野橋（ひらのばし）は、大阪市中央区の東横堀川に架かる、大阪市道平野町京町堀線 の橋。

## 概要・歴史
大坂城築城の頃に東横堀川が開削されてからそう遅くない時期には架けられたとされている。
江戸時代には、平野橋西詰の平野町は御霊神社の鳥居前町として日用品を扱う商店街を形成していた。毎月1日と6日には、平野橋東詰の内平野町にあった神明神社にかけて夜店が出て賑わった。
大塩平八郎は乱を起こしたとき、船場の豪商の屋敷を破壊し、火を放って大坂城方面へ向かったときに平野橋を渡った後、東詰の内平野町で奉行所の兵を相手に戦闘となっている。
最初の架橋以降、木橋の規模は橋長約62 m、幅員約4.1 mであり、1898年（明治31年）に鉄橋に架け換えられた時もほぼ同規模であった。
現在の平野橋は1935年（昭和10年）に第一次都市計画事業に基づいて架け替えられたものである。上路ランガー桁とよばれる形式で、当時世界初であるといわれた。現在でも珍しい部類とされる。2019年に「世界で初めて逆ランガー形式を採用する橋梁」として、土木学会選奨土木遺産に選ばれる。
- 橋長：62.5 m
- 幅員：11 m
- 形式：鋼アーチ（上路3径間逆連続ランガー桁）
- 完成：1935年（昭和10年）